# Баярди, Франческо
Франческо Баярди (итал. Francesco Bajardi; 23 апреля 1867, Изнелло — 17 сентября 1934, Рим) — итальянский композитор и пианист.
Учился в 1879—1884 гг. в Палермской консерватории у Эдоардо Караччоло (фортепиано) и Пьетро Платаниа (композиция), затем совершенствовался в Риме под руководством Джованни Сгамбати (фортепиано), Чезаре Де Санктиса и Станислао Фальки (композиция). В 1884 году выступил в Санкт-Петербурге, заслужив одобрительный отзыв Антона Рубинштейна, годом позже выиграл конкурс среди студентов Академии Санта-Чечилия на исполнение произведений Ференца Листа. В 1893 году с успехом гастролировал в Лондоне.
C 1901 года профессор Академии Санта-Чечилия.
Автор многочисленных фортепианных сочинений, в том числе концерта и сонаты. Баллада Баярди была записана в 1934 году пианистом Карло Цекки.